# Balázsovits Edit
Balázsovits Edit (Budapest, 1975. június 13. –) Jászai Mari-díjas magyar színésznő, énekes. Számos színdarabban, tévéjátékban és filmben játszott, több jelentős nemzetközi produkcióban is szerepelt. 2008-ban Kornay Mariann-díjjal tüntették ki.

## Életpályája
Színészcsaládba született 1975-ben, édesapja Balázsovits Lajos Balázs Béla-díjas színész, színházi rendező és színigazgató, érdemes művész, a nemzet színésze. Édesanyja Almási Éva Kossuth- és Jászai Mari-díjas színésznő, érdemes és kiváló művész, a nemzet színésze. A Városmajori Gimnáziumban érettségizett 1993-ban, majd a Színművészeti Főiskolán szerzett diplomát 1997-ben, ezt követően 2001-ig a Vígszínház társulatának tagja volt. Még negyedéves főiskolásként kapta első főszerepét a Vígszínházban, Tolsztoj: Háború és Béke című darabjában Natasa Rosztovát alakította. 
2001-2018 között szabadúszó volt. Édesanyjával és édesapjával is gyakran dolgozott együtt. A Képzelt riport egy amerikai popfesztiválról című darab negyvenedik évfordulóján bemutatott Popfesztivál 40 című előadásban (Vígszínház, 2013) ugyanazt a szerepet énekelhette, amelyet annak idején édesanyja is. 2018-tól ismét a Vígszínház tagja.
Első televíziós szerepét még gyerekként a Családi kör című tévésorozat egyik epizódjában formálhatta. Később számos televíziós műsorban, tévéjátékban és filmben is foglalkoztatták, angol tudásának köszönhetően Magyarországon forgatott külföldi sorozatokban és filmekben is szerepelt (Die Hard 5, 2013; Borgiák, 2013; A néma szemtanú, 1996 – BBC sorozat). Szinkronszínészként is ismert, hangját számos sikeres filmben hallhattuk már. 
2008-ban Kornay Mariann művészeti díjat kapott az Imádok férjhez menni című zenés vígjátékban Victoriaként nyújtott alakításáért. Munkásságát a szakma is elismeri, 2009-ben Jászai Mari-díjban részesült.
A zene fontos része az életének, 2009-ben egy különleges lemezt készített Új Republic-dalok címmel, melyen az együttes által kifejezetten a színésznő számára írt dalok hallhatók. Az album megjelenése után közel egy évig turnézott a zenekarral.

## Magánélet
Férjével, dr. Fürstner Józseffel 2004-ben házasodtak össze, fiuk, Richárd 2005-ben született. 
Korábban 5 évig élt együtt Kaszás Attila színművésszel.

## Főbb színházi szerepei
- Mary Chaseː Barátom, Harvey (Veta Simmons) – Vígszínház, 2022 rː Rudolf Péter
- Katarina Duricaː A rendes lányok csendben sírnak (Júlia) – Vígszínház, 2021 rː Paczolay Béla
- Jacques Prévert-Kovács Adrián-Vecsei H. Miklós-ifj. Vidnyánszky Attilaː Szerelmek városa (Hermina) – Vígszínház, 2021 rː ifj. Vidnyánszky Attila
- Friedrich Dürrenmatt: Az öreg hölgy látogatása (MATHILDE BRUMHALD) – Vígszínház, 2020 r: Rudolf Péter
- Molnár Ferenc: A doktor úr (SÁRKÁNYNÉ) – Vígszínház, 2020 r: Zsótér Sándor
- F. Scott Fitzgerald – Kovács Adrián – Vecsei H. Miklós – ifj. Vidnyászky Attila: A nagy Gatsby (MADAM WARHOL) – Vígszínház, 2019 r: ifj. Vidnyászky Attila
- Woody Allen: Játszd újra, Sam! (NANCY) – Vígszínház, 2018 r: Valló Péter
- Michel Tremblay: Sógornők (THÉRÈSE DUBUC) – Vígszínház, 2018 r: Hegedűs D. Géza
- Alexander Breffort – Marguerite Monnot: Irma te édes (IRMA) – Pince Színház, 2013 r: Dicső Dániel
- Molnár Ferenc: Ördög (TÓTH ELZA) – Karinthy Színház, 2013 r: Balikó Tamás
- Popfesztivál 40 (ESZTER) – Vígszínház, 2013 r: Eszenyi Enikő
- Egy Lovagias ügy (BABA) – Karinthy Színház, 2012 r: Verebes István
- Herczeg Ferenc: Kékróka (CECIL) – Játékszín, 2012 (r: Balázsovits Lajos)
- Collodi: Pinokkió (A KÉKHAJÚ TÜNDÉR) – Madách Színház, 2011 r: Pesty-Nagy Kati
- Robert Harling: Acélmagnóliák (SHELBY) – Játékszín, 2013 r: Korcsmáros György
- Molière: George Dandin, avagy a megcsúfolt férj (CLAUDINE), Játékszín 2008 r.: Telihay Péter
- William Somerset Maugham: Imádok férjhez menni (VICTORIA), Játékszín 2008 r.: Balázsovits Lajos
- Neil Simon: Mezítláb a parkban (CORIE BRATTER), Játékszín 2007 r.: Balázsovits Lajos
- Doris Dörrie: Happy (EMILIA), Játékszín 2004 r.: Balázsovits Lajos
- Ács János: Casanova Nuova (FIATAL SZÍNÉSZNŐ), Kecskeméti Katona József Színház 2004 r.: Ács János
- Vaszary Gábor-Fényes Szabolcs-Szenes Iván: Bubus (KLÁRIKA), Játékszín 2004 r.: Balázsovits Lajos
- Publius Ovidius Naso: Istenek gyermekei, Vígszínház 2003 r.: Hegedűs D. Géza
- John Osborne: Dühöngő Ifjúság (ALISON), Thália Színház 2003 r.: Almási Éva
- Cander-Ebb: Kabaré (SALLY BOWLES), Budapesti Operettszínház 2002 r.: Alföldi Róbert
- Mark Ravenhill: Shopping and Fucking (LULU), Thália Színház 2002 r.: Alföldi Róbert
- Ronald Harwood: Az öltöztető (IRENE), Játékszín 2002 r.: Balázsovits Lajos
- Dosztojevszkij: Bűn és bűnhődés (DUNYA), Vígszínház 2001 r.: Tordy Géza
- Shakespeare: Lóvátett lovagok (MÁRIA), Vígszínház 2000 r.: Keszég László
- Caryl Churghill: Az Iglic (JOSIE), Vígszínház 2000 r.: Zsótér Sándor
- Daphne du Maurier: A Manderley-ház asszonya (MRS. DE WINTER), Játékszín 1999 r.: Makk Károly
- Dosztojevszkij: Karamazov testvérek (KATYERINA), Vígszínház 1999 r.: Szikora János
- Shakespeare: Vihar (MIRANDA), Vígszínház 1999 r.: Alföldi Róbert
- Ben Elton: Popcorn (VELVET), Vígszínház 1998 r.: Marton László
- Collodi: Pinokkió (A KÉKHAJÚ TÜNDÉR), Pesti Színház 1998 r.: Simon Balázs
- Kern-Presser: Szt. István krt. 14., Vígszínház 1998 r.: Marton László
- Miller: A salemi boszorkányok (SUSANNA WALCOTT), Vígszínház 1998 r.: Rudolf Péter
- Trembalay: Sógornők (LINDA LAUZON), Pesti Színház 1997 r.: Hegedűs D. Géza
- Euripidész: A Pheadra-story (ARICIA), Vígszínház 1997 r.: Alföldi Róbert
- Mrozek: Tangó (ALA), Pesti Színház 1997 r.: Hegedűs D. Géza
- Szigligeti Ede: Liliomfi (MARISKA), Gyulai Várszínház 1997 r.: Balikó Tamás
- Fejes Endre: Jó estét nyár, jó estét szerelem (HŰVÖSNÉ KRISZ), Ódry Színpad 1997 r.: Csiszár Imre
- Schiller: Haramiák (AMÁLIA), Ódry Színpad 1996 r.: Hegedűs D. Géza
- Kipling-Dés László- Békés Pál: A dzsungel könyve, 1996, Pesti Színház r.: Hegedűs D. Géza
- Tolsztoj-Piscator: Háború és Béke (NATASA ROSZTOVA), Vígszínház 1996 r.: Valló Péter
- Békés Pál: Össztánc, Vígszínház 1994 r.: Marton László

## Film- és televíziós szerepei
- Hunyadi (2025) – Rozgonyi Cecilia
- A mi kis falunk (2020) – Árvai Edit, ellenőr
- 200 első randi (2019)
- Die Hard – Drágább, mint az életed (2013) – mellékszereplő
- Borgiák (2013) – mellékszereplő
- Casting minden (2007) r.: Tímár Péter
- One human minute (2007) r.: Verebes Zoltán
- A szabin nők elrablása – tévéjáték (r: Valló Péter)
- T?ICK – rövidfilm (2003) r.: Pater Sparrow
- Az Egérút (2001) r: Sára Júlia
- "A boldogság felé indultam én..."(2002) – verses tévéműsor
- A néma szemtanú (1996) – angol (BBC) sorozat
- A Hatok r: Verebes István – kabaré sorozat
- 100 éves a kabaré r: Verebes István – tévésorozat

## Szinkronszerepei
- A csalás (The Skin Game) [1931] – r.: Alfred Hitchcock
- Tarasz Bulba (Taras Bulba) [1962] – r.: J. Lee Thompson
- Tanár úrnak szeretettel (To Sir, with Love) [1967] – r.: James Clavell
- Rózsaszín Párduc 7.: A Rózsaszín Párduc átka (Curse of the Pink Panther) [1983] – r.: Blake Edwards
- Menekülés az éjszakába (The Crossing Guard) [1995] – r.: Sean Penn
- Jöttünk, láttunk, visszamennénk 2. (Les Couloirs du temps: Les visiteurs 2) [1998] – r.: Jean-Marie Poiré
- Dr. T és a nők (Dr T and the Women) [2000] – r.: Robert Altman
- Lóvátett lovagok (Love's Labour's Lost) [2000] – r.: Kenneth Branagh
- Sakáltanya (Coyote Ugly) [2000] – r.: David McNally
- Szívedbe zárva (Return to Me) [2000] – r.: Bonnie Hunt
- Őrült és gyönyörű (Crazy/Beautiful) [2001] – r.: John Stockwell
- Véres Valentin (Valentine) [2001] – r.: Jamie Blanks
- Két hét múlva örökké (Two Weeks Notice) [2002] – r.: Marc Lawrence
- A szállító (The Transporter) [2002] – r.: Louis Leterrier, Corey Yuen
- Alien Hunter – Az idegenvadász (Alien Hunter) [2003] – r.: Ron Krauss
- Szent Lajos király hídja (The Bridge of San Luis Rey) [2004] – r.: Mary McGuckian

## Énekesnőként
- Új Republic-dalok (2009) CD/stúdióalbum – EMI/Capitol
- Képzelt riport egy amerikai popfesztiválról (1998) CD/feldolgozásalbum – BMG Ariola /Vinnélek, vinnélek… – Balázsovits Edit, Novák Péter[4]

## Díjak
- Kornay Mariann-díj (2008)
- Jászai Mari-díj (2009)

## Interjúk
- https://web.archive.org/web/20131020194151/http://www.nlcafe.hu/sztarok/20131016/balazsovits-edit-interju/
- https://web.archive.org/web/20141023164140/http://www.kiskegyed.hu/sztarok/magyar-sztarok/balazsovits-edit-igazi-anyatigris-118695
- https://web.archive.org/web/20141023172746/http://www.bedit.eoldal.hu/cikkek/interjuk_-cikkek-_irott_/rtv-reszletes.html
- https://web.archive.org/web/20120118160546/http://www.nlcafe.hu/noklapja/20110618/kepek_a_csaladi_fotoalbumombol/